# Gauliga Niedersachsen 1939/40
Die Gauliga Niedersachsen 1939/40 war die siebte Spielzeit der Gauliga Niedersachsen des Deutschen Fußball-Bundes. Die Gauliga Niedersachsen wurde in dieser Saison erstmals in zwei Gruppen zu je sechs Mannschaften eingeteilt. Die Sieger beider Gruppen trafen dann in zwei Finalspielen aufeinander. Bei diesen setzte sich der VfL Osnabrück durch und wurde somit zum zweiten Mal niedersächsischer Gaumeister. Die Osnabrücker qualifizierten sich dadurch für die deutsche Fußballmeisterschaft 1939/40, bei der sie in einer Gruppe mit dem Dresdner SC, dem Eimsbütteler TV und dem 1. SV Jena den dritten Platz erreichten, welcher jedoch nicht zum Weiterkommen reichte. Der Ausbruch des Zweiten Weltkrieges sorgte für den Rückzug der Militärsportvereine MSV Jäger 7 Bückeburg und MSV Lüneburg aus der Gauliga. Für sie rückten Mannschaften aus der Bezirksliga nach.

## Gruppe Nord
| Pl. | Verein                  | Sp. | S | U | N | Tore    | Quote | Punkte |
| --- | ----------------------- | --- | - | - | - | ------- | ----- | ------ |
| 1.  | VfL Osnabrück (M)       | 10  | 7 | 3 | 0 | 028:140 | 2,00  | 17:30  |
| 2.  | SV Werder Bremen        | 10  | 5 | 1 | 4 | 017:110 | 1,55  | 11:90  |
| 3.  | SpVgg Wilhelmshaven (N) | 10  | 4 | 2 | 4 | 021:170 | 1,24  | 10:10  |
| 4.  | ASV Blumenthal          | 10  | 3 | 2 | 5 | 025:320 | 0,78  | 08:12  |
| 5.  | Schinkel 04 (N)         | 10  | 3 | 1 | 6 | 017:220 | 0,77  | 07:13  |
| 6.  | Bremer SV (N)           | 10  | 3 | 1 | 6 | 015:270 | 0,56  | 07:13  |

| (M) | Titelverteidiger               |
| (N) | Aufsteiger aus der Bezirksliga |

## Gruppe Süd
| Pl. | Verein                 | Sp. | S | U | N | Tore    | Quote | Punkte |
| --- | ---------------------- | --- | - | - | - | ------- | ----- | ------ |
| 1.  | Hannover 96            | 10  | 9 | 1 | 0 | 041:140 | 2,93  | 19:10  |
| 2.  | Eintracht Braunschweig | 10  | 6 | 1 | 3 | 029:180 | 1,61  | 13:70  |
| 3.  | SV Arminia Hannover    | 10  | 5 | 1 | 4 | 024:230 | 1,04  | 11:90  |
| 4.  | SV Linden 07           | 10  | 4 | 1 | 5 | 024:280 | 0,86  | 09:11  |
| 5.  | Hildesheimer SV 07 (N) | 10  | 2 | 1 | 7 | 016:380 | 0,42  | 05:15  |
| 6.  | VfB Peine              | 10  | 1 | 1 | 8 | 012:250 | 0,48  | 03:17  |

| (N) | Aufsteiger aus der Bezirksliga |

## Finalspiele Gaumeisterschaft
|                                 | Gesamt |                                    | Hinspiel | Rückspiel |
| ------------------------------- | ------ | ---------------------------------- | -------- | --------- |
| Hannover 96 (Sieger Gruppe Süd) | 4:5    | VfL Osnabrück (Sieger Gruppe Nord) | 2:3      | 2:2       |

## Aufstiegsrunde

### Gruppe Nord
| Pl. | Verein                                              | Sp. | S | U | N | Tore    | Quote | Punkte |
| --- | --------------------------------------------------- | --- | - | - | - | ------- | ----- | ------ |
| 1.  | TuRa Gröpelingen (Bezirksmeister Bremen)            | 4   | 3 | 1 | 0 | 012:800 | 1,50  | 07:10  |
| 2.  | TSV Osnabrück (Bezirksmeister Osnabrück)            | 4   | 2 | 0 | 2 | 013:900 | 1,44  | 04:40  |
| 3.  | WSV Nebeltruppe Celle (Bezirksmeister Braunschweig) | 4   | 0 | 1 | 3 | 006:140 | 0,43  | 01:70  |

### Gruppe Süd
| Platz | Verein                                        |
| ----- | --------------------------------------------- |
| 1.    | 1. SC Göttingen 05 (Bezirksmeister Göttingen) |
| 2.    | FC Schöningen 08 (Bezirksmeister Lüneburg)    |
| 3.    | SpVgg 1897 Hannover (Bezirksmeister Hannover) |